# Colobothea distincta
Colobothea distincta es una especie de escarabajo longicornio del género Colobothea,  subfamilia Lamiinae. Fue descrita científicamente por Pascoe en 1866.
Se distribuye por Colombia, Costa Rica, Guatemala, Honduras, México, Nicaragua y Panamá. Mide 8-12 milímetros de longitud. El período de vuelo ocurre en los meses de enero, marzo, abril, julio, agosto, octubre, noviembre y diciembre.